# Kidal
Kidal è un comune urbano del Mali, capoluogo del circondario e della regione omonimi.

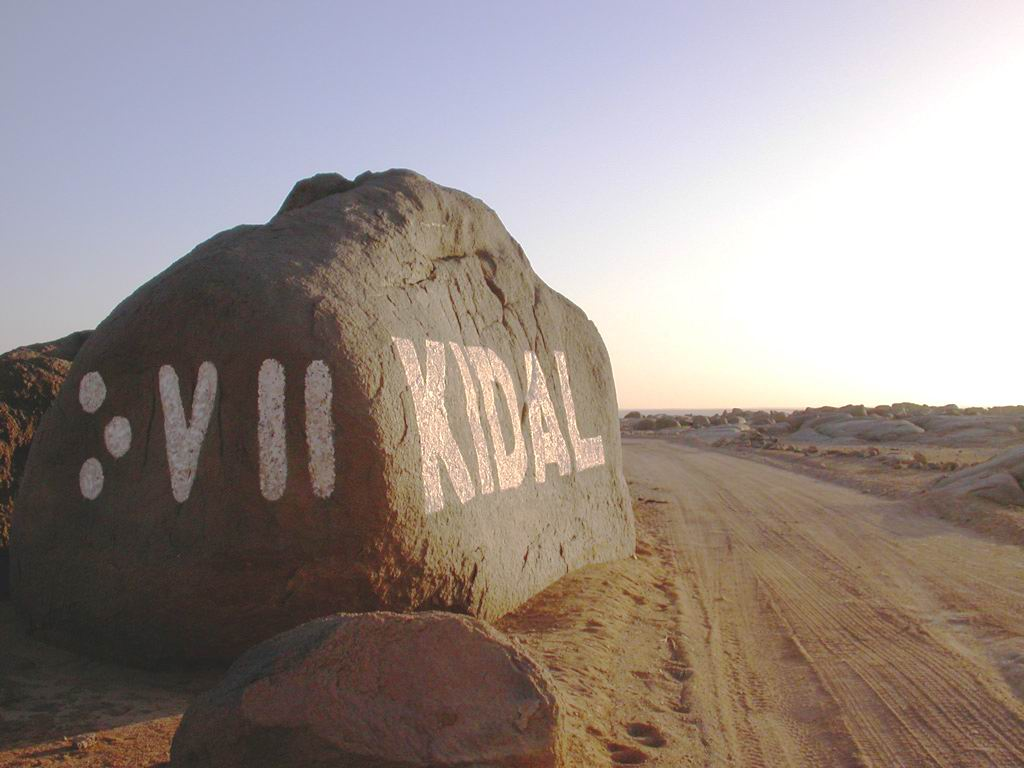
Scritta all'ingresso di Kidal col nome della città in caratteri latini e tifinagh